# El pueblo de la noche
El pueblo de la noche es una antología de poesía de Manuel Rivas, publicada por Edicións Xerais de Galicia en 1996, junto con un CD donde el autor recita doce poemas contenidos en la obra.
Es una selección realizada por el propio Rivas de poemas suyos publicados entre 1980 y 1996, acompañada por la música de César Morán. Específicamente, los poemas que se pueden encontrar en este trabajo pertenecen a las siguientes obras:
- Libro do Entroido (1980). El poema «Pra escarnho e mal dizer» fue Premio de Poesía Nova do Facho.
- Balada nas Praias do Oeste (1985)
- Mohicania (1986)
- Ningún cisne (1989). Premio Leliadoura.
- Costa da Morte Blues (1995)

## Fuente
- Esta obra contiene una traducción  derivada de «O pobo da noite» de Wikipedia en gallego, publicada por sus editores bajo la Licencia de documentación libre de GNU y la Licencia Creative Commons Atribución-CompartirIgual 4.0 Internacional.